# Plasmina

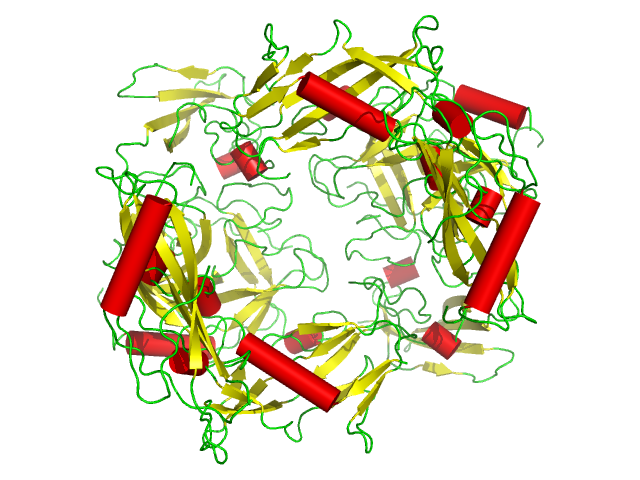
Estrutura do domínio catalítico da plasmina humana em complexo com a estreptoquinase

Plasmina é uma importante enzima presente no sangue que degrada muitas proteínas do plasma sanguíneo, mais notavelmente os coágulos de fibrina. A degradação da fibrina é chamada de fibrinólise.
Ela é uma protease serina que é liberada como plasminogênio na circulação e ativada pelo ativador de plasminogênio tecidual (AP-t), ativador de plasminogênio uroquinase (uPA), trombina, fibrina e fator XII. É inativada pela antiplasmina-alfa 2, uma inibidor de protease serina.
A deficiência de plasmina pode gerar um trombose, já que os coágulos não são degradados adequadamente.
- PAI

Sendo o PAI(Inibidor de Ativador de Plasminogênio)-1 endotelial e PAI-2 presente na placenta(durante gravides), ambos com função e inibir o plasminogênio e não ocorrer hemorragia e fibrinólise , como mecanismo homeostático do organismo , um receptor conhecido que expressa o PAI é o AT4 (Estimulado pela presença de Angeotesina II) do Eixo Renina Angeotensina.
- Fármacos:

Existem fármacos que geram atividade anti-trombótica, anticoagulantes, fibrinolíticas, antiplaquetárias sendo que podemos citar a Heparina(uma molécula grande de composição glicêmica-não podendo ser utilizada por via oral) que pode gerar atividade auto imune com potencial trombogênico (reverso) , Low Molecular Weight Heparine (mais seguro que, Heparina) e o mais seguro Fondaparinux , além da Hirudina (provida da sanguessuga) e Bivalirudina(Análogo da Hirudina). Sendo ambas a Hirudina e seu análogo Bivalirudina, aplicados de forma sub-cutânea.
Para além o Rivaroxabam , Dabigatram Etexilato(Pró fármaco-com grupamento açúcar, que é digerido pela fisiologia bucal, porém libara o composto ativo).
Das Drogas fibrinolíticas inespecíficas existem a Uroquinase(Não imunogênico) e Estreptoquinase(Imunogênico - pode ter alteração Imune), logo os específicos são Alteplase e Reteplase, sendo fármacos que atuam a nível fibrino específico(local do trombo).
Como das classes dos antiplaquetários , os mais famosos são Acidoacetilsalicílico, Clopidogrel e Tirofiban.
Assim como os antagonista da Vitamina K(Warfarin-Anticoagulante).     